# Chinalizarin
Chinalizarin ist eine organische chemische Verbindung die zur Gruppe der Alizarinfarbstoffe und damit der Anthrachinone gehört. Sie dient dem Nachweis und zur kolorimetrischen Bestimmung von Beryllium, Magnesium, Bor, Aluminium, Gallium, Indium und von Fluoriden und wurde früher zur Färbung von Baumwolle eingesetzt. Chinalizarin entsteht aus Alizarin durch Erhitzen mit rauchender Schwefelsäure und Borsäure.